# Zastawianie
Zastawianie, także brama weselna to zwyczaj towarzyszący zaślubinom, polegający na tym, iż młodzi są zatrzymywani, w drodze z kościoła na salę weselną, gdzie ma odbyć się ich wesele. Osoby zastawiające świadek powinien przekupić, aby młodzi mogli iść dalej.
Dawniej, gdy zaręczeni szli do ślubu piechotą zatrzymywano ich przy pomocy różnego rodzaju drągów lub sznurów, zastawiając drogę na całej szerokości tak, by nie było miejsca do przejścia. Obecnie najczęściej rytuał wygląda bardziej symbolicznie. Pochód lub samochód wiozący parę młodą jest zatrzymywany przy pomocy taśmy czy wstążki. 
Świadkowie przekazuje zastawiającym butelkę wódki lub cukierki. 